# Rally di Germania 2018
Il Rally di Germania 2018, ufficialmente denominato 36. ADAC Rallye Deutschland, è stata la nona prova del campionato del mondo rally 2018 nonché la trentaseiesima edizione del Rally di Germania e la sedicesima con valenza mondiale. La manifestazione si è svolta dal 16 al 19 agosto sui ruvidi asfalti che attraversano le campagne della Germania occidentale.
L'evento è stato vinto dall'estone Ott Tänak, navigato dal connazionale Martin Järveoja, al volante di una Toyota Yaris WRC della squadra Toyota Gazoo Racing WRT, davanti alla coppia belga formata da Thierry Neuville e Nicolas Gilsoul, su Hyundai i20 Coupe WRC della scuderia Hyundai Shell Mobis WRT e a quella finlandese composta da Esapekka Lappi e Janne Ferm, anch'essi su Toyota Yaris WRC.

## Itinerario
La manifestazione si disputò prevalentemente nel land della Saarland, tra i vigneti che circondano il corso della Mosella, e in parte nel vicino stato della Renania-Palatinato, sulle strette strade attorno alla zona militare di Baumholder. Il rally si sviluppò in 18 prove speciali distribuite in quattro giorni ed ebbe sede per la seconda volta sulle rive del lago Bostalsee, dove venne allestito il parco assistenza per tutti i concorrenti.
Il rally ebbe inizio giovedì 16 agosto con la prova super speciale di 2,05 km realizzata nella cittadina di Sankt Wendel, all'interno del parco di divertimenti Wendelinuspark.

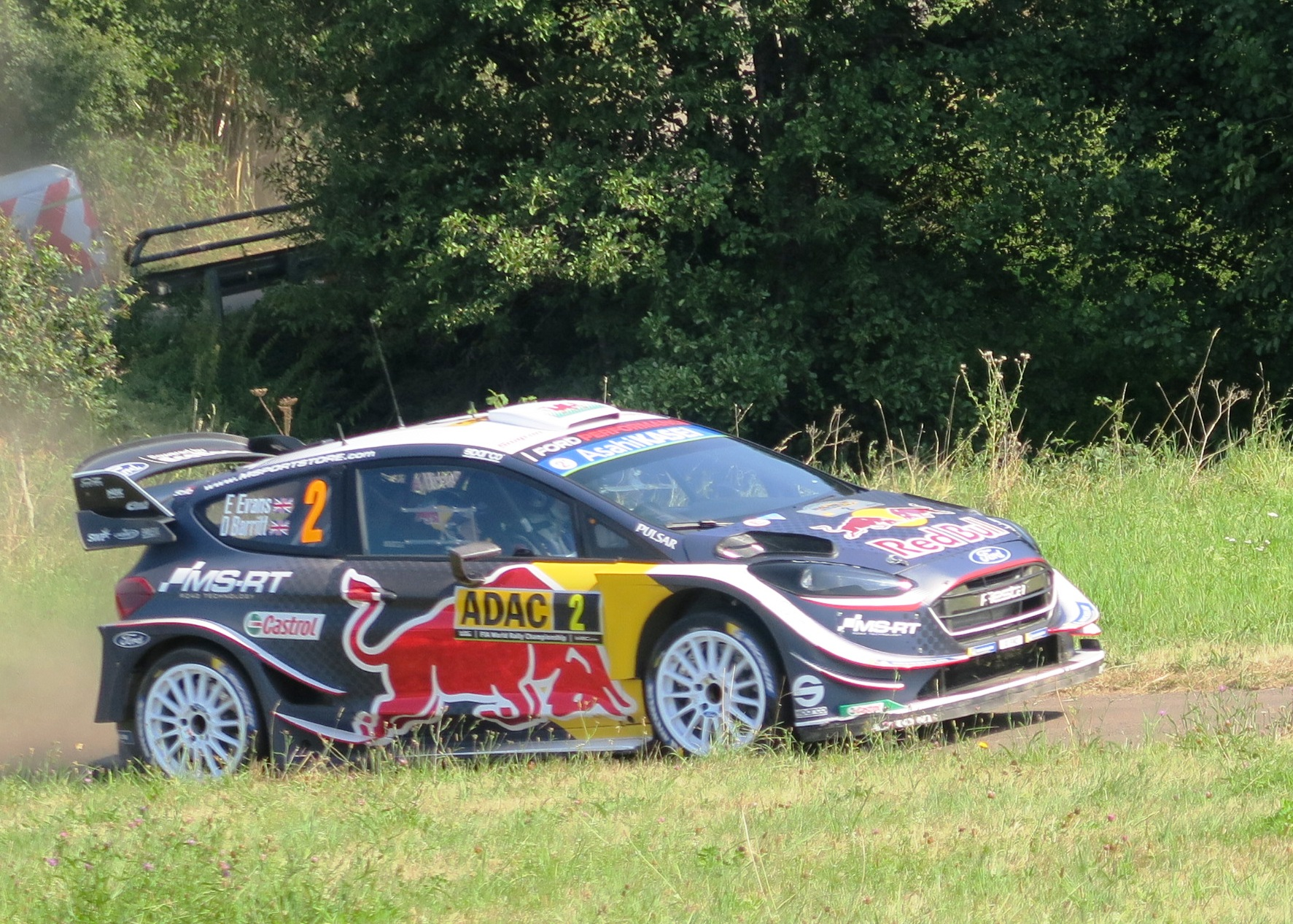
Elfyn Evans e Daniel Barritt durante la speciale di Stein und Wein

La seconda frazione (disputatasi venerdì 17 agosto) si svolse lungo le strade ricche di tornanti che servono i vigneti attorno a Treviri, articolandosi in due identiche sezioni da disputarsi una al mattino e una al pomeriggio per un totale di 101,42 km cronometrati. Entrambe comprendevano le classiche Stein und Wein e Mittelmosel, racchiuse da un'altra super speciale in forma di circuito, situata nei territori di Wadern e Weiskirchen.
La terza frazione di sabato 18 agosto fu la più lunga del rally, con un totale di 150,12 km cronometrati. Si gareggiò nella zona militare di Baumholder, lungo strade caratterizzate da frequenti cambi di fondo, comprendendo asfalto ruvido, cemento e delimitatori in pietra molto insidiosi per i concorrenti. La sezione mattutina prevedeva le iconiche speciali da disputarsi all'interno del campo di addestramento per l'artiglieria militare tedesca: Arena Panzerplatte e Panzerplatte, quest'ultima la più lunga del rally con i suoi di 38,57 km; dopo una breve sosta all'assistenza remota di Birkenfeld ci si spostò verso sud-ovest per disputare le due prove di Freisen e Römerstraße. Il giro mattutino venne poi ripetuto identico nel pomeriggio.
Nella giornata finale di domenica 19 agosto si disputarono i rimanenti 72,18 km cronometrati comprendenti tre prove suddivise in due percorsi: la prima, da ripetersi due volte, fu la classica Grafschaft, con partenza da Brauneberg e arrivo a Gornhausen, nel Circondario di Bernkastel-Wittlich; la seconda, Bosenberg, in territorio comunale di Sankt Wendel, al ritorno come power stage a distanza di due anni.

## Risultati

### Classifica
| Pos.      | Nº       | Pilota               | Co-pilota           | Auto                  | Squadra                     | Classe      | Tempo     | Distacco | Punti    |
| Generale  | Generale | Generale             | Generale            | Generale              | Generale                    | Generale    | Generale  | Generale | Generale |
| --------- | -------- | -------------------- | ------------------- | --------------------- | --------------------------- | ----------- | --------- | -------- | -------- |
| 1.        | 8        | Ott Tänak            | Martin Järveoja     | Toyota Yaris WRC      | Toyota Gazoo Racing WRT     | WRC         | 3h03'06"9 |          | 29       |
| 2.        | 5        | Thierry Neuville     | Nicolas Gilsoul     | Hyundai i20 Coupe WRC | Hyundai Shell Mobis WRT     | WRC         | 3h04'16"1 | +39"2    | 19       |
| 3.        | 9        | Esapekka Lappi       | Janne Ferm          | Toyota Yaris WRC      | Toyota Gazoo Racing WRT     | WRC         | 3h04'37"8 | +1'00"9  | 18       |
| 4.        | 1        | Sébastien Ogier      | Julien Ingrassia    | Ford Fiesta WRC       | M-Sport Ford WRT            | WRC         | 3h05'11"4 | +1'34"5  | 17       |
| 5.        | 3        | Teemu Suninen        | Mikko Markkula      | Ford Fiesta WRC       | M-Sport Ford WRT            | WRC         | 3h05'39"8 | +2'02"9  | 10       |
| 6.        | 4        | Andreas Mikkelsen    | Anders Jæger        | Hyundai i20 Coupe WRC | Hyundai Shell Mobis WRT     | WRC         | 3h05'50"7 | +2'13"8  | 8        |
| 7.        | 11       | Craig Breen          | Scott Martin        | Citroën C3 WRC        | Citroën Total Abu Dhabi WRT | WRC         | 3h06'16"0 | +2'39"1  | 8        |
| 8.        | 22       | Marijan Griebel      | Alexander Rath      | Citroën DS3 WRC       | -                           | WRC         | 3h14'18"1 | +10'41"2 | 4        |
| 9.        | 31       | Jan Kopecký          | Pavel Dresler       | Škoda Fabia R5        | Škoda Motorsport II         | RC2 / WRC-2 | 3h16'49"7 | +13'12"8 | 2        |
| 10.       | 44       | Kalle Rovanperä      | Jonne Halttunen     | Škoda Fabia R5        | Škoda Motorsport II         | RC2 / WRC-2 | 3h16'53"5 | +13'16"6 | 1        |
| WRC-2     |          |                      |                     |                       |                             |             |           |          |          |
| 1. (9.)   | 31       | Jan Kopecký          | Pavel Dresler       | Škoda Fabia R5        | Škoda Motorsport II         | RC2 / WRC-2 | 3h16'49"7 |          | 25       |
| 2. (10.)  | 44       | Kalle Rovanperä      | Jonne Halttunen     | Škoda Fabia R5        | Škoda Motorsport II         | RC2 / WRC-2 | 3h16'53"5 | +3"8     | 18       |
| 3. (11.)  | 34       | Fabio Andolfi        | Emanuele Inglesi    | Škoda Fabia R5        | ACI Team Italia             | RC2 / WRC-2 | 3h17'07"8 | +18"1    | 15       |
| 4. (12.)  | 43       | Fabian Kreim         | Frank Christian     | Škoda Fabia R5        | Škoda Auto Deutschland      | RC2 / WRC-2 | 3h17'40"6 | +50"9    | 12       |
| 5. (13.)  | 45       | Kajetan Kajetanowicz | Maciej Szczepaniak  | Ford Fiesta R5        | Lotos Rally Team            | RC2 / WRC-2 | 3h17'44"1 | +54"4    | 10       |
| 6. (14.)  | 33       | Łukasz Pieniążek     | Przemysław Mazur    | Škoda Fabia R5        | Printsport Oy               | RC2 / WRC-2 | 3h19'10"1 | +2'20"4  | 8        |
| 7. (15.)  | 41       | Nicolas Ciamin       | Thibault de la Haye | Hyundai i20 R5        | -                           | RC2 / WRC-2 | 3h19'11"8 | +2'22"1  | 6        |
| 8. (16.)  | 37       | Stéphane Lefebvre    | Gabin Moreau        | Citroën C3 R5         | Citroën Total Rallye Team   | RC2 / WRC-2 | 3h19'49"6 | +2'59"9  | 4        |
| 9. (19.)  | 42       | Benito Guerra        | Borja Rozada        | Škoda Fabia R5        | S.A. Motorsport Italia Srl  | RC2 / WRC-2 | 3h22'47"5 | +5'57"8  | 2        |
| 10. (20.) | 46       | Simone Tempestini    | Sergiu Itu          | Citroën C3 R5         | Citroën Total Rallye Team   | RC2 / WRC-2 | 3h24'42"1 | +7'52"4  | 1        |
| WRC-3     |          |                      |                     |                       |                             |             |           |          |          |
| 1. (30.)  | 63       | Taisko Lario         | Tatu Hämäläinen     | Peugeot 208 R2        | -                           | RC4 / WRC-3 | 3h49'47"9 |          | 25       |
| 2. (35.)  | 62       | Enrico Brazzoli      | Luca Beltrame       | Peugeot 208 R2        | -                           | RC4 / WRC-3 | 4h01'25"7 | +11'37"8 | 18       |
| 3. (38.)  | 65       | Louise Cook          | Stefan Davis        | Ford Fiesta R2T       | -                           | RC4 / WRC-3 | 4h09'33"2 | +19'45"3 | 15       |

| Principali ritiri | Principali ritiri | Principali ritiri  | Principali ritiri | Principali ritiri     | Principali ritiri           | Principali ritiri | Principali ritiri  | Principali ritiri |
| PS                | Nº                | Pilota             | Copilota          | Auto                  | Squadra                     | Classe            | Causa              | Pos.              |
| ----------------- | ----------------- | ------------------ | ----------------- | --------------------- | --------------------------- | ----------------- | ------------------ | ----------------- |
| PS 16             | 7                 | Jari-Matti Latvala | Miikka Anttila    | Toyota Yaris WRC      | Toyota Gazoo Racing WRT     | WRC               | Trasmissione       | 3º                |
| PS 16             | 10                | Mads Østberg       | Torstein Eriksen  | Citroën C3 WRC        | Citroën Total Abu Dhabi WRT | WRC               | Incidente          | 9º                |
| PS 17             | 6                 | Dani Sordo         | Carlos del Barrio | Hyundai i20 Coupe WRC | Hyundai Shell Mobis WRT     | WRC               | Danno da incidente | 7º                |

Legenda
| Icona | Note                                                                                 |
| ----- | ------------------------------------------------------------------------------------ |
| WRC   | Equipaggio di classe WRC che può conquistare punti per il campionato costruttori     |
| WRC   | Equipaggio di classe WRC che non può conquistare punti per il campionato costruttori |
| WRC-2 | Equipaggio registrato al campionato WRC-2                                            |
| WRC-3 | Equipaggio registrato al campionato WRC-3                                            |
| JWRC  | Equipaggio registrato al campionato Junior WRC                                       |
|       | Ulteriori classificazioni                                                            |

### Prove speciali
| Frazione            | Prova | Ora   | Nome                    | Lunghezza | Vincitori                         | Tempo   | Leader del rally                 |
| ------------------- | ----- | ----- | ----------------------- | --------- | --------------------------------- | ------- | -------------------------------- |
| Frazione 1 (16 Ago) | PS1   | 19:08 | SSS St. Wendel          | 2,05 km   | Ott Tänak Martin Järveoja         | 2'11"2  | Ott Tänak Martin Järveoja        |
| Frazione 2 (17 Ago) | PS2   | 10:11 | Stein und Wein 1        | 19,44 km  | Sébastien Ogier Julien Ingrassia  | 10'50"2 | Sébastien Ogier Julien Ingrassia |
| Frazione 2 (17 Ago) | PS3   | 11:05 | Mittelmosel 1           | 22,00 km  | Ott Tänak Martin Järveoja         | 12'25"2 | Ott Tänak Martin Järveoja        |
| Frazione 2 (17 Ago) | PS4   | 12:53 | Wadern-Weiskirchen 1    | 9,27 km   | Ott Tänak Martin Järveoja         | 5'06"7  | Ott Tänak Martin Järveoja        |
| Frazione 2 (17 Ago) | PS5   | 15:39 | Stein und Wein 2        | 19,44 km  | Ott Tänak Martin Järveoja         | 11'03"2 | Ott Tänak Martin Järveoja        |
| Frazione 2 (17 Ago) | PS6   | 16:33 | Mittelmosel 2           | 22,00 km  | Ott Tänak Martin Järveoja         | 12'36"9 | Ott Tänak Martin Järveoja        |
| Frazione 2 (17 Ago) | PS7   | 18:21 | Wadern-Weiskirchen 2    | 9,27 km   | Ott Tänak Martin Järveoja         | 5'07"5  | Ott Tänak Martin Järveoja        |
| Frazione 3 (18 Ago) | PS8   | 08:48 | Arena Panzerplatte 1    | 9,43 km   | Jari-Matti Latvala Miikka Anttila | 5'26"4  | Ott Tänak Martin Järveoja        |
| Frazione 3 (18 Ago) | PS9   | 09:15 | Panzerplatte 1          | 38,57 km  | Dani Sordo Carlos del Barrio      | 21'55"7 | Ott Tänak Martin Järveoja        |
| Frazione 3 (18 Ago) | PS10  | 11:03 | Freisen 1               | 14,78 km  | Esapekka Lappi Janne Ferm         | 8'28"4  | Ott Tänak Martin Järveoja        |
| Frazione 3 (18 Ago) | PS11  | 12:06 | Römerstraße 1           | 12,28 km  | Craig Breen Scott Martin          | 6'03"3  | Ott Tänak Martin Järveoja        |
| Frazione 3 (18 Ago) | PS12  | 15:08 | Arena Panzerplatte 2    | 9,43 km   | Dani Sordo Carlos del Barrio      | 5'23"9  | Ott Tänak Martin Järveoja        |
| Frazione 3 (18 Ago) | PS13  | 15:35 | Panzerplatte 2          | 38,57 km  | Dani Sordo Carlos del Barrio      | 21'55"4 | Ott Tänak Martin Järveoja        |
| Frazione 3 (18 Ago) | PS14  | 17:23 | Freisen 2               | 14,78 km  | Sébastien Ogier Julien Ingrassia  | 8'31"8  | Ott Tänak Martin Järveoja        |
| Frazione 3 (18 Ago) | PS15  | 18:26 | Römerstraße 2           | 12,28 km  | Jari-Matti Latvala Miikka Anttila | 6'05"6  | Ott Tänak Martin Järveoja        |
| Frazione 4 (19 Ago) | PS16  | 07:49 | Grafschaft 1            | 29,07 km  | Thierry Neuville Nicolas Gilsoul  | 16'17"7 | Ott Tänak Martin Järveoja        |
| Frazione 4 (19 Ago) | PS17  | 09:42 | Grafschaft 2            | 29,07 km  | Sébastien Ogier Julien Ingrassia  | 16'15"0 | Ott Tänak Martin Järveoja        |
| Frazione 4 (19 Ago) | PS18  | 12:18 | Bosenberg (power stage) | 14,04 km  | Sébastien Ogier Julien Ingrassia  | 7'15"0  | Ott Tänak Martin Järveoja        |

### Power stage
PS18: Bosenberg di 14,04 km, disputatasi domenica 19 agosto 2018 alle ore 12:18 (UTC+2).
| Pos. | No. | Pilota           | Co-pilota        | Auto                  | Classe | Tempo  | Distacco | Punti |
| ---- | --- | ---------------- | ---------------- | --------------------- | ------ | ------ | -------- | ----- |
| 1    | 1   | Sébastien Ogier  | Julien Ingrassia | Ford Fiesta WRC       | WRC    | 7'15"0 |          | 5     |
| 2    | 8   | Ott Tänak        | Martin Järveoja  | Toyota Yaris WRC      | WRC    | 7'15"1 | +0"1     | 4     |
| 3    | 9   | Esapekka Lappi   | Janne Ferm       | Toyota Yaris WRC      | WRC    | 7'19"0 | +4"0     | 3     |
| 4    | 11  | Craig Breen      | Scott Martin     | Citroën C3 WRC        | WRC    | 7'19"2 | +4"2     | 2     |
| 5    | 5   | Thierry Neuville | Nicolas Gilsoul  | Hyundai i20 Coupe WRC | WRC    | 7'21"7 | +6"7     | 1     |

## Classifiche mondiali
Classifica piloti
| Pos. | Pos. | Pilota             | Punti |
| ---- | ---- | ------------------ | ----- |
| 1    |      | Thierry Neuville   | 172   |
| 2    |      | Sébastien Ogier    | 149   |
| 3    |      | Ott Tänak          | 136   |
| 4    |      | Esapekka Lappi     | 88    |
| 5    | 1    | Andreas Mikkelsen  | 65    |
| 6    | 1    | Dani Sordo         | 60    |
| 7    |      | Jari-Matti Latvala | 55    |
| 8    |      | Elfyn Evans        | 52    |
| 9    |      | Mads Østberg       | 48    |
| 10   | 1    | Craig Breen        | 47    |
| 11   | 1    | Kris Meeke         | 43    |
| 12   | 1    | Teemu Suninen      | 42    |
| 13   | 1    | Hayden Paddon      | 34    |
| 14   |      | Sébastien Loeb     | 15    |
| 15   |      | Pontus Tidemand    | 11    |
| 16   |      | Jan Kopecký        | 11    |
| 17   |      | Bryan Bouffier     | 4     |
| 17   | N    | Marijan Griebel    | 4     |
| 19   | 1    | Gus Greensmith     | 2     |
| 20   | 1    | Łukasz Pieniążek   | 2     |
| 21   | N    | Kalle Rovanperä    | 1     |
| 22   | 2    | Pedro Heller       | 1     |
| 23   | 2    | Yoann Bonato       | 1     |
| 24   | 2    | Stéphane Lefebvre  | 1     |

Classifica co-piloti
| Pos. | Pos. | Pilota             | Punti |
| ---- | ---- | ------------------ | ----- |
| 1    |      | Nicolas Gilsoul    | 172   |
| 2    |      | Julien Ingrassia   | 149   |
| 3    |      | Martin Järveoja    | 136   |
| 4    |      | Janne Ferm         | 88    |
| 5    | 1    | Anders Jæger       | 65    |
| 6    | 1    | Carlos del Barrio  | 60    |
| 7    |      | Miikka Anttila     | 55    |
| 8    |      | Torstein Eriksen   | 48    |
| 9    | 2    | Scott Martin       | 47    |
| 10   | 1    | Paul Nagle         | 43    |
| 11   | 1    | Daniel Barritt     | 42    |
| 12   | 1    | Mikko Markkula     | 42    |
| 13   | 1    | Sebastian Marshall | 34    |
| 14   |      | Daniel Elena       | 15    |
| 15   |      | Jonas Andersson    | 11    |
| 16   | 1    | Pavel Dresler      | 11    |
| 17   | 1    | Phil Mills         | 10    |
| 18   |      | Xavier Panseri     | 4     |
| 18   | N    | Alexander Rath     | 4     |
| 20   | 1    | Craig Parry        | 2     |
| 21   | 1    | Przemysław Mazur   | 2     |
| 22   | N    | Jonne Halttunen    | 1     |
| 23   | 2    | Pablo Olmos        | 1     |
| 24   | 2    | Benjamin Boulloud  | 1     |
| 25   | 2    | Gabin Moreau       | 1     |

Classifica costruttori WRC
| Pos. | Pos. | Squadra                     | Punti |
| ---- | ---- | --------------------------- | ----- |
| 1    |      | Hyundai Shell Mobis WRT     | 254   |
| 2    | 1    | Toyota Gazoo Racing WRT     | 241   |
| 3    | 1    | M-Sport Ford WRT            | 224   |
| 4    |      | Citroën Total Abu Dhabi WRT | 159   |